# Creators: The Past
Pour plus de détails, voir Fiche technique et Distribution.
Creators: The Past est un film de science-fiction fantastique italien co-écrit et réalisé par Piergiuseppe Zaia, sorti en 2019.

## Synopsis
L'année 2012 touche à sa fin et l'univers est sur le point de subir un alignement planétaire extraordinaire : une éclipse totale sera bientôt visible depuis la planète Terre, apportant avec elle de profonds changements vibratoires.
Les huit membres du Conseil galactique, dirigés par Lord Ogmha, se réunissent pour discuter des effets de l'alignement imminent : ensemble, ils régulent les conflits et la stabilité de l'univers, chacun d'entre eux étant en fait un « créateur » régnant sur sa propre planète.
À la suite d'un accident, les dieux extraterrestres perdent le contrôle d'un objet d'une valeur inestimable : il contient l'ADN, l'enregistrement de toute l'histoire et des souvenirs de l'humanité. S'il tombe entre de mauvaises mains, il pourrait révéler aux humains la vérité choquante sur leurs véritables origines : pour éviter cela, ils confient à une jeune fille la tâche de le retrouver.

## Fiche technique
- Titre original : Creators: The Past[1]
- Réalisation : Piergiuseppe Zaia
- Scénario : Piergiuseppe Zaia, Eleonora Fani
- Photographie : Ezio Gamba
- Montage : Andrea Torreano
- Musique : Piergiuseppe Zaia
- Effets visuels : Marco Castellani, Walter Volpatto
- Sociétés de production : Atlas International, Artuniverse
- Pays de production :  Italie
- Langue originale : anglais
- Format : Couleurs - 2,39:1 - Son Dolby Atmos
- Durée : 97 minutes
- Genre : Film de science-fiction fantastique
- Dates de sortie : 
  - Chine : juin 2019
  - Italie : 8 octobre 2020

## Distribution
- Eleonora Fani : Lady Airre
- Bruce Payne : Seigneur Kal
- Jennifer Mischiati : Sofy
- PelleK : Alex Walker
- Marc Fiorini : Lord Kanaff
- Piergiuseppe Zaia : Jésus
- Ksenija Prohaska : Dr. Ferrari
- Gérard Depardieu : Maître de la foi
- William Shatner : Lord Ogmha
- Old Pete : Seigneur Marduk
- Yohann Chopin : Chris Walker
- Angelo Minoli : Natan
- Sébastien Foucan : Tammuz
- Elisabetta Coraini : Elizabeth
- Daniel McVicar : Dan Anderson
- Mauro Biglino : Lui-même

## Production

### Génèse et développement
Le film est né d'un projet du compositeur de musique et organisateur de festivals Piergiuseppe Zaia et de la psychologue et thérapeute en médecine alternative Eleonora Fani. Ensemble, ils coécrivent le scénario, que Zaia réalise et dans lequel Fani joue l'un des rôles principaux.

### Tournage
Le tournage a commencé en 2014 en Italie, au château de Verrès, au château Savoie, à Venise, au Ricetto de Candelo, à l'hôpital de Biella, à l'abbaye Saint-Michel-de-la-Cluse et Brich di Zumaglia (it),.

### Post-production
La phase de postproduction a été réalisée dans les studios FotoKem (en) à Burbank, supervisée par Walter Volpatto, coloriste de Star Wars, épisode VIII : Les Derniers Jedi, Interstellar et Dunkerque. Le film est tourné sur fond vert et en 5K, et est équipé du Dolby Atmos 128.1, monté par Blautöne.

## Accueil
Le film est présenté au Festival international du film de Shanghai en septembre 2019 et sort dans les salles italiennes à partir du 8 octobre 2020,,,. Il est sorti sur la plateforme Amazon Prime Video le 4 février 2023.

### Accueil public
Créateurs : le passé s'est classé neuvième au Box-office Italie 2019-2020 lors de son premier week-end, rapportant 69 000 euros, puis 120 000 euros avant que sa sortie ne soit interrompue par la pandémie de Covid-19.
En janvier 2021, le réalisateur Piergiuseppe Zaia a déclaré qu'en dépit de la sortie avortée du film, lui et Fani travaillaient sur ce qui serait le deuxième volet de la trilogie.